# Pisistrate (mythologie)
Pour les articles homonymes, voir Pisistrate (homonymie).
Dans la mythologie grecque, Pisistrate est un personnage de l’Odyssée. Fils de Nestor, il accueille Athéna et Télémaque sur la plage de Pylos et les fait asseoir au festin des Pyliens (chant III). Il accompagne Télémaque chez Ménélas, à Lacédémone (chant IV).

## Histoire
La famille du tyran Pisistrate d'Athènes, les Néléides, prétendait descendre de lui ; elle devait son installation en Attique à la poussée des Doriens et le retour des Héraclides, qui envahirent le Péloponnèse. Un descendant de Nélée, Mélanthos, devint roi d'Athènes pour avoir mené son armée à la victoire contre les Béotiens de Xanthos, et fut le père de Codros.

## Sources
- Homère, Odyssée [détail des éditions] [lire en ligne] : III-IV : 3-51